# Mircea Vodă, Tulcea
Mircea Vodă (bulgară Акбунар/Akbunar) este un sat în comuna Cerna din județul Tulcea, Dobrogea, România. Se află în partea de vest a județului, în partea de sud a depresiunii Cerna-Mircea Vodă. Localitatea este punct de plecare pentru trasee în Munții Măcin și Podișul Babadagului.
În vara sau toamna anului 1841 și-au făcut apariția în Dobrogea cei dintâi țărani germani. Ei au venit din Berezina, Leipzig și alte colonii din părțile Varșoviei, așezându-se mai întâi la Măcin, unde au stat o iarnă întreagă, apoi s-au așezat în comuna Akpunar/Acpunar, situată mai spre miazăzi cu vreo 30 de km pe șoseaua de la Babadag. Aceasta a fost cea dintâi colonie germană din Dobrogea,  locuitorii săi fiind primii germani dobrogeni.
Satul a fost locuit și de bulgari până în 1940 când s-a făcut schimb de populație cu Bulgaria, în urma cedării Dobrogei de Sud.